# Phryganopteryx postexcisa
Phryganopteryx postexcisa là một loài bướm đêm thuộc phân họ Arctiinae, họ Erebidae.